# Радионица за српски језик и културу
Радионица за српски језик и културу (скраћено: Српска радионица) је центар за српски језик као страни. У Радионици се образују странци и Срби који не говоре српски као матерњи језик. Радионица има седиште у Ваљеву и Београду.

## Историја
Радионица је основана 2002. године, а њене програме дизајнирају и изводе млади асистенти и истраживачи са Филолошког факултета Универзитета у Београду. Осим кратких интензивних курсева и летњих школа, Радионица организује семестралне програме језичке припреме за студирање на српским универзитетима.
Радионица има свој стипендијски фонд из ког се дају стипендије студентима српског и других словенских језика ван Србије.